# Inula eminii
Inula eminii là một loài thực vật có hoa trong họ Cúc. Loài này được (O.Hoffm.) O.Hoffm. mô tả khoa học đầu tiên năm 1906.